# Manuscrito de Huld
El Manuscrito de Huld también Manuscrito Oscuro, es un compilación de tres manuscritos sobre magia rúnica y leyendas populares de tradición nórdica que fueron recogidos por Jón Árnason, un granjero islandés, a lo largo de la década de 1860 y luego ordenados por Geir Vigfusson de Akureyri. El título completo de la obra es Manuscrito Huld: Historias de Seres Ocultos y Elfos de la Mitología Islandesa. Es una obra muy importante para la cultura islandesa, pues documenta muchas historias y leyendas populares (alrededor de 200) de Islandia sobre seres mágicos y sobrenaturales, como elfos, trolls, gigantes y seres ocultos. También es interesante los detalles sobre la rutina diaria en las granjas islandesas de la época ya que reflejan la conexión que los islandeses tienen con la naturaleza y su rica tradición oral. Uno de los signos que aparecen en la compilación es el vegvísir, o compás vikingo, que no es ni tan antiguo y mucho menos vikingo, pero es interesante el enfoque de que no es tan necesario que un símbolo sea antiguo para ser poderoso. Se conserva en la Biblioteca Nacional de Islandia (con entrada ÍB 383 4to).